# Klazienaveen
Klazienaveen (in Drèents: Klazieneveen) è una località di circa 12.000 abitanti del nord-est dei Paesi Bassi, facente parte della provincia della Drenthe e situata al confine con la Germania. È uno dei centri principali della municipalità di Emmen.

## Geografia fisica
Klazienaveen si trova nella parte nord-orientale della provincia della Drenthe, pochi chilometri ad ovest della città tedesca di Meppen (Bassa Sassonia) e ad ovest corso del fiume tedesco Ems e tra le città olandesi di Emmen (capoluogo del comune omonimo) e Coevorden (rispettivamente a sud/sud-est della prima e a nord-est della seconda).

## Origini del nome
Il toponimo Klazienaveen, attestato per la prima volta nel 1883, è formato dal termine veen, che significa "torbiera" o "brughiera", e dal nome di una donna, Klaziena Sluis, che era la moglie del fondatore del villaggio.

## Storia
Il villaggio di Klazienaveen venne fondato nel XIX secolo come insediamento per l'estrazione della torba dall'industriale Willem Albert Scholten, che, come detto, diede al luogo il nome della moglie.
A partire dal 1904, fu realizzata nel villaggio una ferrovia per il passaggio del tram a vapore. La linea venne definitivamente dismessa nel 1947.

## Monumenti e luoghi d'interesse
Klazienaveen vanta un unico edificio classificato come rijksmonument e due edifici classificati come  gemeentelijke monumenten.

### Architetture religiose

#### Kruiskerk
Tra i principali edifici religiosi di Klazienaveen, situata al nr. 8 di De Omloop e costruita nel 1963 su progetto dell'architetto H. Knijtijzer.

### Architetture civili

#### Marechausseekazerne
Altro edificio d'interesse è la Marechausseekazerne, una villa del 1903, che un tempo aveva la funzione di caserma per la Koninklijke Marechaussee, la polizia militare reale.

## Società

### Evoluzione demografica
Al censimento del 2018, Klazienaveen contava una popolazione pari a 12.135 abitanti, di cui 6.175 erano donne e 5.960 erano uomini.
La popolazione al di sotto dei 26 anni era pari a 3.105 unità (di cui 1.805 erano i ragazzi e i bambini al di sotto dei 16 anni), mentre la popolazione dai 65 anni in su era pari a 2.670 unità.
La località ha conosciuto un progressivo incremento demografico a partire dal 2016 (quando contava 12.006 abitanti), dopo un calo demografico tra il 2013 (quando contava 12.104 abitanti) e il 2015 (quando contava 12.006 abitanti).

## Geografia antropica

### Suddivisioni amministrative
Il villaggio di Klazienaveen è suddiviso in 2 buurtschappen, Barger-Oosterveen e Schutwijk.:

## Sport
La squadra di calcio locale è l'FC Klazienaveen, club fondato nel 2017 dalla fusione del VV Klazienaveen e del VV Zwartemeer.